# Sauze d'Oulx
Sauze d'Oulx es una localidad y comune italiana de la provincia de Turín, región de Piamonte, con 1157 habitantes. Está situado en el Valle de Susa, uno de los Valles Occitanos.  Limita con los municipios de Oulx, Pragelato y Sestriere.

## Evolución demográfica
| Gráfica de evolución demográfica de Sauze d'Oulx entre 1861 y 2001 |
|                                                                    |
| Fuente ISTAT - elaboración gráfica de Wikipedia                    |